# 文化转向
文化转向（英語：cultural turn）是人文和社会科学界始于20世纪70年代初的运动，其中文化成为了当代学界争论的焦点；文化转向也指关注重点从实证主义认识论转向意义的转变。2005年，Lynette Spillman和Mark D. Jacobs提出，文化转向是“上一代人文和社会科学中最具影响力的趋势之一”。一位著名历史学家认为，文化转向中涉及了“来自过去的社会科学边缘领域的大量新理论的推动力”，特别是後結構主義、文化研究、文学批评和各种形式的语言分析，它们强调“文化过程和意指系统的因果和社会构成作用”。

## 背景
对于20世纪末的文化转向，一些解释认为它是社会的实质转变，另一些认为是学术界的分析转变。前一种解释认为，文化在发达社会中作用更加重要，这与作为历史时期的後現代性的概念相符，该时期内，人们“强调艺术和文化对教育、道德成长、社会批判和变革的重要性”。而后一种解释认为，文化转向是学术界将文化概念以及相关的意义、认知、情感和符号概念置于方法论和理论焦点中心的运动。一些人认为分析性转变是内生自实质性转变的因素。
文化可以定义为“人们交流意义、理解世界、建构身份、定义信仰和价值观的社会过程”。格奥尔格·齐美尔则认为，文化指的是“通过历史进程中客观化的外部形式对个体的培养”。因此，文化可以从纯粹的个人唯我論到社会组织和互动的客观形式两者之间的一系列观点来解释。

## 历史

### 分析转变
最早出现“文化转向”一词的著作之一是尼尔·斯美尔瑟《社会学手册》（1988）中杰弗里·C·亚历山大的“新理论运动”一章。亚历山大认为，文化转向的根源应该追溯到十九世纪唯心主義和唯物主义之间的争论，即黑格尔和马克思之争。 在这场运动被贴上标签之前，在 20 世纪 70 年代，出现了“支撑和促进转向文化分析形式的基础著作”：海登·懷特的《元史学：19世纪欧洲的历史想象》 (1973)、克里弗德·紀爾茲的《文化的解释：论文选》（1973）、米歇尔·福柯的《規訓與懲罰》（1977）和皮埃尔·布迪厄的《实践理论大纲》（1977）。
虽然二十世纪早期经历了语言转向，主要是由路德维希·维特根斯坦和费迪南·德·索绪尔的思想带来的，但二十世纪后期的文化转向吸收了这些批评并建立在它们的基础上。
文化转向使作为一门学科的文化研究赢得了更多尊重。随着该学科远离高雅艺术的转向，其重要性和对其他学科的影响力不断增强。
英国历史学家希瑟·琼斯认为，近来的文化转变使第一次世界大战的史学重新焕发活力。学者们提出了关于军事占领、政治激进化、种族和男性身体的全新问题。 

### 实质转变
文化转向作为一个与过去实质性决裂的历史时代，与作为分析转向的文化转向只有些许相关。实质转变的支持者认为：
文化本身的范围已经扩大，与市场社会的联系如此紧密，以至于文化不再局限于其早期、传统或实验性的形式，而是在日常生活本身中、购物中、专业活中、各种通常是电视的休闲形式中、为市场的生产中、对这些市场产品的消费中，以及实际上，是在日常生活中最隐秘的褶皱和角落里被消费。社会空间现在完全被文化的形象所充满。——詹明信，1998, p. 111
在充满政治色彩的20世纪60年代后，廣告、业余摄影、黄色新闻和各种其他形式的媒体逐渐兴起。这些媒体是多元文化的，试图面向所有种族、民族和年龄组的读者，而不像20世纪60年代之前更排他的媒体。后现代美国的这种“新媒體”带来了文化的扩张和分化，而后来这种扩张和分化通过互联网和社交媒体迅速扩大化。

## 乡村研究
近年来，乡村研究出现了复苏，在社会科学领域比以前更加主流。越来越多学者从乡村研究的角度来思考社会/空间、自然/文化结构/能动性以及自我/他者等重要的二元问题。然而，正是更广泛的社会科学中的“文化转向”，给与乡村的联系带来了尊重和兴奋，特别是新一轮的研究更关注对景观、差异性和自然的空间性。文化研究凭借对差异概念和对民族誌方法论的强调，为现有的知识景观提供了重要的层面。